# Партизанское водохранилище
Партизанское водохранилище — водохранилище, построенное в 1966 году на реке Альма для водоснабжения города Симферополя.

## Характеристики
Партизанское водохранилище — одно из крупнейших водоёмов Крыма.
Объём — 34,4 млн м³, проектная мощность — 80 тыс. м³ в сутки. При ширине 1,5 километра, в длину водохранилище вытянулось на 4,5 километра. В среднем глубина Партизанского водохранилища составляет 15 метров, в некоторых местах доходит до 40 метров. Водное зеркало имеет площадь 225 гектаров.
Вода из водохранилища поступает в такие районы Симферополя как Новоромановка, Залесье, ул. им. 60-летия Октября, Севастопольская, Центральный рынок.

## Наполнение водохранилища
В обычные годы водохранилище накапливает 34 миллиона кубометров воды. На конец августа 2020 года в водохранилище осталось меньше 7 миллионов кубометров воды.

## Рыбные ресурсы
В водохранилище обитает окунь, судак, щука и, даже, форель и голавль.